# 문성혁
문성혁(文成赫, 1958년 8월 15일 - )은 대한민국의 제21대 해양수산부 장관이다.

## 생애
1981년 한국해양대학교를 나왔으며, 현대상선 1등 항해사로 근무하였다. 1983년 해군 소위로 병역을 마쳤다.
1984년부터 한국해양대학교 교수로 활동했고, 1988년 1급 항해사 자격을 취득하였다. 1992년 영국 카디프 대학교에서 항만경제학 박사 학위를 받았다.
1995년 해양수산부 민자유치사업계획 평가위원을 역임했다. 
2003년 참여정부 대통령직인수위원회 자문위원과 대통령 자문 동북아시대위원회 전문위원을 지냈다.
2008년 한국인으로는 처음으로 세계해사대학 교수에 임용되었다. 세계해사대학은 유엔 산하 국제해사기구(IMO)가 1983년 스웨덴 말뫼에 세운 대학원대학교이다. 
2019년 4월 문재인 정부에서 해양수산부 장관으로 임명되었다.

## 학력
- 서울 대신고등학교 졸업
- 한국해양대학교 항해학 학사
- 한국해양대학교 대학원 항만물류 석사
- 카디프 대학교 대학원 항만경제학 박사(1992년)

## 경력
- 1987년 ~ 1988년: 현대상선 1등 항해사
- 1989년 ~ 1993년: 한국해양대학교 조교수
- 1993년 ~ 1998년: 한국해양대학교 해사수송과학부 부교수
- 한국해양대 해사산업대학원 교무과장
- 한국해양대 해사산업대학원 주임교수
- 영국 카디프대학교 교환교수
- 1998년 ~ 2013년: 한국해양대학교 해사수송과학부 교수
- 2004년 ~ 2005년: 한국해양대학교 운항훈련원 원장
- 2005년: 해양수산부 정책자문위원회 위원
- 2008년: 세계해사대학교 교수
- 유엔 산하 세계해사대학(WMU) 교수
- 2019년 4월 ~ 2022년 5월: 해양수산부 장관
- 2019년 4월 ~ 2022년 5월: 대통령직속 국가균형발전위원회 당연직위원
- 2019년 4월 ~ 2022년 5월: 녹색성장위원회 당연직위원
- 2021년 5월 ~ 2022년 5월: 2050 탄소중립위원회 당연직위원